# Gustav von Hollen
Gustav Karl Emil Beatus von Hollen, ab 1866 Freiherr von Hollen (* 22. Dezember 1851 in Schönweide; † 7. November 1917 in Königsberg) war ein preußischer General der Kavallerie.

## Leben

### Herkunft
Gustav war ein Sohn des Gutsbesitzers und dänischen Hofjägermeisters Julius von Hollen (1804–1879) und jüngerer Bruder des späteren Vizeadmirals Georg von Hollen und des Landrats Karl von Hollen. Am 21. März 1866 erhielt sein Vater, der die preußische Seite im Deutsch-Dänischen Krieg unterstützt hatte, die preußische Adelsanerkennung unter Erhebung in den Freiherrnstand für sich und seine Nachkommen.

### Militärkarriere
Am 13. Mai 1873 trat Hollen als Portepée-Fähnrich in das Schleswig-Holsteinische Ulanen-Regiment Nr. 15 der Preußischen Armee in der Garnison Straßburg ein. Dort wurde er am 15. Oktober 1874 Sekondeleutnant, stieg 1882 zum Regimentsadjutanten auf und erhielt in dieser Funktion am 4. August 1883 seine Beförderung zum Premierleutnant. Unter Stellung à la suite seines Regiments folgte am 30. Januar 1886 seine Kommandierung als Adjutant zur Inspektion des Militär-Veterninärwesens in Berlin. Unter Belassung in diesem Kommando wurde Hollen am 16. Mai 1888 à la suite in das Kürassier-Regiment „Kaiser Nikolaus I. von Russland“ (Brandenburgisches) Nr. 6 versetzt und am 19. September 1888 zum Rittmeister befördert. Mit der Entbindung von seinem Kommando bei der Inspektion des Militär-Veterninärwesens wurde er am 16. Februar 1889 zur Dienstleistung beim Kriegsministerium kommandiert. und bei der 3. Abteilung für berittene Truppen verwendet. Am 12. September 1892 folgte Hollens Versetzung als Chef der 2. Eskadron des Ulanen-Regiments „Hennigs von Treffenfeld“ (Altmärkisches) Nr. 16 nach Salzwedel. Dort erhielt er am 14. November 1895 den Charakter als Major sowie am 1. September 1896 das Patent zu diesem Dienstgrad. Als etatmäßiger Stabsoffizier wurde Hollen am 25. November 1898 nach Brandenburg an der Havel in das Kürassier-Regiment „Kaiser Nikolaus I. von Russland“ (Brandenburgisches) Nr. 6 versetzt. Bei gleichzeitiger Beförderung zum Oberstleutnant kommandierte man ihn am 22. März 1903 zur Dienstleistung als Führer des kombinierten Jäger-Regiments zu Pferde. Kurz darauf wurde Hollen am 18. April 1903 der Rang eines Regimentskommandeurs verliehen. Mit der Etatisierung wurde er am 3. April 1905 zum Kommandeur des nunmehr als Jäger-Regiments zu Pferde Nr. 1 benannten Verbandes ernannt. In dieser Stellung stieg er am 13. Februar 1906 zum Oberst auf, wurde am 6. März 1908 mit der Führung der 4. Kavallerie-Brigade in Bromberg beauftragt sowie am 9. September 1908 zum Kommandeur dieser Brigade ernannt. Hier avancierte Hollen am 22. März 1910 zum Generalmajor. Mit seiner Beförderung zum Generalleutnant am 1. Oktober 1912 wurde Hollen zum Kommandeur der 21. Division in Frankfurt am Main ernannt.
Mit Ausbruch des Ersten Weltkriegs wurde Hollen gemäß Mobilmachung zum Kommandeur des Höheren Kavallerie-Kommandos 4 ernannt. In dieser Funktion waren ihm zunächst die 3. und 6. Kavallerie-Division unterstellt. Bei der 5. Armee nahm er am Aufmarsch zwischen Diedenhofen und Metz teil und hatte die Aufgabe, die Aufklärung an der Maasstrecke Mézières–St. Mihiel vorzunehmen sowie auf Carignan und Damvillers vorzugehen. Ein weiteres Aufklärungsziel bestand in der Feststellung, ob die Maas unterhalb Verdun stark besetzt war, oder ob von dort, über Verdun oder zwischen dieser Festung und Metz hindurch französische Kräfte gegen die 4. und 5. Armee vorging. Nach der Auflösung des Kavallerie-Kommandos wurde Hollen am 11. Dezember 1914 zum Kommandeur der 3. Infanterie-Division ernannt, die zu diesem Zeitpunkt an der Ostfront stand. Er führte sie in den Schlachten bei Lodz, an der Rawka-Bzura sowie um Przasnysz. Am 15. Juli 1915 übergab er den Großverband an seinen Nachfolger Hermann von Staabs und erhielt das Kommando über die 37. Infanterie-Division.
In Anerkennung seiner Leistungen wurde Hollen mit beiden Klassen des Eisernen Kreuzes sowie mit den Schwertern zum Stern des Roten Adlerordens II. Klasse mit Eichenlaub ausgezeichnet. Am 21. Juli 1916 bat er aus Krankheitsgründen um seine Entlassung. Er wurde am 27. Januar 1917 zum General der Kavallerie befördert.

### Familie
Hollen hatte sich im Juli 1894 mit Leontine Bernhardine Helene Gräfin von Roedern (1863–1942) verheiratet. Sie war eine Tochter des Rittmeisters a. D. Bernhard Graf von Roedern und dessen Ehefrau Marie, geborene Miethe. Aus der Ehe ging u. a. eine Tochter Mira (* 1895) hervor, die 1915 den Werftbesitzer Heinrich von Dietlein heiratete und 1935 wieder geschieden wurde. Die Söhne Levin Heinrich (1896–1919), gefallen preußischer Leutnant im Füsilier-Regiment „von Gersdorff“ (Kurhessisches) Nr. 80 in Litauen, und Levin Gustav (1898–1918), gefallen als preußischer Leutnant im 3. Garde-Regiment zu Fuß, wurden wie ihre ältere Schwester auch in Salzwedel geboren.